# Okręg wyborczy Rochester and Chatham
Okręg wyborczy Rochester and Chatham powstał w 1950 r. i wysyłał do brytyjskiej Izby Gmin jednego deputowanego. Okręg położony był w hrabstwie Kent. Został zlikwidowany w 1983 r.

## Deputowani do brytyjskiej Izby Gmin z okręgu Rochester and Chatham
- 1950–1959: Arthur Bottomley, Partia Pracy
- 1959–1964: Julian Critchley, Partia Konserwatywna
- 1964–1970: Anne Kerr, Partia Pracy
- 1970–1974: Peggy Fenner, Partia Konserwatywna
- 1974–1979: RobertBean, Partia Pracy
- 1979–1983: Peggy Fenner, Partia Konserwatywna